# Au nord par une montagne, au sud par un lac, à l'ouest par les chemins, à l'est par un cours d'eau
Au nord par une montagne, au sud par un lac, à l'ouest par les chemins, à l'est par un cours d'eau (Északról hegy, Délről tó, Nyugatról utak, Keletről folyó), publié en 2003, est un roman de l'écrivain hongrois László Krasznahorkai, sur une thématique de chemin de pèlerinage au Japon.

## Résumé
L'action se déroule dans les contreforts de la ville de Uji (Préfecture de Kyoto, île de Honshū, Japon), dans le domaine d'un temple qui pourrait être le temple bouddhiste de Byōdō-in.
Le narrateur entrecroise le parcours d'un visiteur contemporain anonyme et celui du petit-fils du Prince de Genji, tel que le Genji est évoqué dans Le Dit du Genji (vers 1010). Peut-être le visiteur se croit-il le petit-fils lointain du Genji (qui a échappé à son escorte), ou l'inverse. 
Mille ans ont passé, rien n'a changé, ou si peu. 
Dehors, les rues désertes, la montée, le long mur, le pont... 
Puis, les portes, la pagode sans porte, le campanile dégradé, le gingko. 
Aujourd'hui, un chien massacré vient s'éteindre au pied du gingko. Aujourd'hui, ou hier, le petit-fils, après avoir encore une fois épong[é] son front moite de sueur [...] perdit connaissance et s'agita comme les muscles du chien battu à mort au pied du gingko (p. 57).
Le texte réanime tous les rituels et procédures de déambulation bien sûr, mais aussi de fondation, de disposition, de traitement des bois (hinoki, bambou, mûrier du papier japonais), de construction, de préservation, de conservation, (et de reconstruction) du temple dans son jardin. Le titre signale les consignes du rituel de protection : il doit être protégé au nord par une montagne...
Le petit-fils s'intéresse à ce sanctuaire, parce qu'il en a découvert la description dans le livre Cent beaux jardins, qu'il souhaite accomplir un pèlerinage dans cet endroit d'une extrême simplicité, le centième du recueil, bien qu'il puisse s'agir d'une pure invention, d'autant que ce livre s'est depuis volatilisé. Mais tout est vide ici aussi, même telle vétuste cabane en bois (p. 119).
La quête obsessionnelle se poursuit, comme si son cerveau dérangé, ce cerveau malade, trop sensible, n'était capable que de faire surgir cette image en un éclair, pour aussitôt l'effacer, définitivement, irrésistiblement. Pour toujours (p. 115).
Il s'autorise à pénétrer dans la résidence du moine supérieur (p. 125), y voit le désordre, la bouteille de whisky mal fermée, le livre de Sir wilford Stanley Gilmore, L'Infini est une erreur, qui, en termes mathématiques et physiques, fait surgir une méditation mystique peu orthodoxe.
Une secousse, tout s'arrête quelques instants, puis tout repart. 
Les fourmis reprennent leurs parcours. 
Un renard tapi, prêt à bondir, et désormais à l'agonie... 
Dans un recoin, simplement un tapis de mousse avec huit hinokis, auquel le petit-fils du Prince de Genji, en proie à ses vertiges, est peut-être incapable d'accéder. 
Un miracle qu'un nuage de pollen ait pu parvenir à un tel prodige...
Le voyage aurait pu se produire lors d'un tremblement de terre (qui expliquerait trois notations peu claires), comme le séisme de 1995 à Kobe.

## Accueil
L'accueil francophone est très favorable : une simple poésie en prose qui rend hommage au conte, à la philosophie, au bouddhisme et à l’art japonais.[...], à dévorer sans faim et sans peine, hypnotique, déambulation poétique, comme tenter [de] retenir le sourire triste d'une statue de Bouddha (au visage détourné, peut-être pour ne pas voir ce monde pourri (p. 50) ?).
Le roman a pour objet la recherche de la perfection, incarnée par un jardin caché que le héros, le petit-fils du prince Genji, croit pouvoir retrouver, en déjouant la surveillance de sa cour de Kyoto, sur le site d’un monastère abandonné.

## Éditions
- Északról hegy, Délről tó, Nyugatról utak, Keletről folyó (2003)Publié en français sous le titre Au nord par une montagne, au sud par un lac, à l'ouest par les chemins, à l'est par un cours d'eau, Paris, Cambourakis, 192 pages, coll. « Irodalom », 2010  (ISBN 978-2-916589-54-1) ; réédition, Arles, Actes Sud, coll. « Babel » no 1466, 2017  (ISBN 978-2-330-07818-8)